# Alegeri legislative în Polonia, 1922
Alegerile legistaltive din anul 1922 s-au desfășurat in perioada 2-12 noiembrie, reprezentând cel de-al doilea tur de alegeri legislative din Republica Secundă Poloneză. Alegerile au fost câștigate de partidul de dreapta, respectiv de Asociatia Natională Populară (Związek Ludowo-Narodowy) cu toate că, aceasta nu a obținut numărul majoritar de voturi - numai 98 din 444 de voturi au fost pentru (22% din total). În anii ce urmează, una din puterile dominante urma sa fie Coaliția Chjeno-Piast. 
Coalițiile rezultate au fost instabile, iar situația generată (care de la bun început a fost tensionată datorită asasinării  Președintelui Gabriel Narutowicz, în luna decembrie, cu puțin timp după ce alegerile au avut loc), a culminat în anul 1926, datorită loviturii de stat din luna mai.
Alegerile au fost guvernate de Constituța Poloneză din luna martie.

## Rezultate
|  | Partid                                | Locuri în Seim | Locuri în Senat |
|  | ------------------------------------- | -------------- | --------------- |
|  | Związek Ludowo-Narodowy               | 98             | 29              |
|  | Bloc of National Minorities           | 87             | 25              |
|  | Polskie Stronnictwo Ludowe Piast      | 70             | 17              |
|  | Polskie Stronnictwo Ludowe Wyzwolenie | 48             | 8               |
|  | Chrześcijańska Demokracja             | 43             | 7               |
|  | Polska Partia Socjalistyczna          | 41             | 7               |
|  | Stronnictwo Chrześcijańsko-Narodowe   | 28             | 11              |
|  | Narodowa Partia Robotnicza            | 18             | 3               |
|  | Chłopskie Stronnictwo Radykalne       | 4              | 0               |
|  | Altii                                 | 5              | 4               |
|  | Total                                 | 444            | 111             |

## Mai mult
A. J. Groth, Polish Elections 1919-1928, Slavic Review, Vol. 24, No. 4 (Dec., 1965), pp. 653-665 JSTOR